# Xenotriccus callizonus
El mosquero fajado (Xenotriccus callizonus), también denominado mosquerito fajado o papamoscas chiapaneco, es una especie de ave paseriforme de la familia Tyrannidae, una de las dos pertenecientes al género Xenotriccus. Es nativo del sur de México y noroeste de América Central.

## Distribución y hábitat
Se distribuye por las zonas altas desde el sur de México (desde el centro de Chiapas) hacia el sur por el centro de Guatemala hasta el extremo noroeste de El Salvador.
Esta especie es considerada muy rara y local en sus hábitats naturales: el denso sotobosque arbustivo de bosques semiáridos a semi-húmedos, especialmente bosques de roble y pino; en altitudes entre 1200 y 2000 m en México, y entre 1500 y 1850 m en Guatemala.

## Descripción
Es un ave pequeña de poblaciones locales poco densas. Los adultos miden 12 cm. El plumaje es pardo y gris oliváceo, con la garganta clara y el vientre amarillento. Presenta cresta conspicua, lo que la asemeja a su especie hermana Xenotriccus mexicanus (con quien no comparte hábitat) y con Mitrephanes phaeocercus. Su característica distintiva es una banda gruesa en el pecho color rojizo.

### Descripción original
La especie X. callizonus fue descrita por primera vez por los ornitólogos estadounidenses Jonathan Dwight y Ludlow Griscom en 1927 bajo el mismo nombre científico; su localidad tipo es: «Panajachel, Lago de Atitlan, 5500 pies (c. 1680 m), Guatemala».

### Etimología
El nombre genérico masculino «Xenotriccus» se compone de las palabras del griego «xenos» que significa ‘extraño’, y «τρικκος trikkos» un pequeño pájaro no identificado; en ornitología, triccus significa «atrapamoscas tirano»; y el nombre de la especie «callizonus», proviene del griego «kallizōnos» que significa ‘con linda guirnalda, o faja’.

### Taxonomía
Es monotípica.